# Johann von Friedel
Johann svobodný pán von Friedel (14. května 1856 Bergamo – 27. srpna 1928 Wels) byl rakousko-uherský generál. Jako absolvent vojenské školy vstoupil do c. k. armády v roce 1874, sloužil u ženistů, později se uplatnil také jako pedagog a několik let strávil u různých posádek v Čechách a na Moravě (Praha, Olomouc, Plzeň, Litoměřice). Na začátku první světové války převzal velení 9. armádního sboru na východní frontě a dosáhl druhé nejvyšší hodnosti polního zbrojmistra (1914). Ze zdravotních důvodů požádal již na podzim 1914 o uvolnění z funkce a na jaře 1915 byl penzionován. V roce 1915 byl povýšen na barona.

## Životopis
Narodil se v Itálii, ale pocházel z Klagenfurtu, byl jediným synem c. k. generálmajora Johanna Friedela (1816–1898). Základní vzdělání získal v Sankt Pölten, poté studoval na kadetní škole ve Vídni. Do armády vstoupil v roce 1874 jako poručík, zúčastnil se okupace Bosny a Hercegoviny a v roce 1878 byl povýšen na nadporučíka. V letech 1883–1885 si doplnil vzdělání na Válečné škole (K.u.k. Kriegschule) ve Vídni a v hodnosti kapitána byl zařazen do sboru důstojníků generálního štábu. Krátce sloužil v Praze, kde se organizačně podílel na výstavbě Albrechtových kasáren, poté byl přeložen k operačnímu oddělení generálního štábu. Následně vystřídal službu v Krakově a Přemyšlu a v hodnosti majora (1895) působil jako pedagog na Vojenské technické akademii (1895–1899). Mezitím v roce 1897 dosáhl hodnosti podplukovníka a od roku 1899 byl velitelem praporu 18. pěšího pluku v Olomouci. Jako plukovník (1900) byl pak velitelem zeměbraneckého 7. pěšího pluku v Plzni (1901–1906).
V roce 1906 byl povýšen do hodnosti generálmajora a převzal velení 91. brigády c. k. zeměbrany v Krakově. V roce 1910 byl přeložen do Litoměřic a stal se velitelem 26. divize c. k. zeměbrany, téhož roku dosáhl hodnosti polního podmaršála. S litoměřickou divizí byl na začátku první světové války odvelen na východní frontu a v srpnu 1914 byl jmenován velitelem 9. armádního sboru. Zároveň obdržel hodnost polního zbrojmistra (1914). Již v listopadu 1914 ale požádal o uvolnění z funkce ze zdravotních důvodů a vrátil se do Litoměřic. K datu 1. března 1915 byl penzionován.

## Tituly a ocenění
Během vojenské služby obdržel několik vyznamenání. V roce 1908 byl povýšen do šlechtického stavu a po odchodu do výslužby získal titul svobodného pána (1915).
- Válečná medaile (1879)
- Jubilejní pamětní medaile (1898)
- Vojenský záslužný kříž III. třídy (1899)
- Řád železné koruny III. třídy (1905)
- Vojenský jubilejní kříž (1908)
- rytířský kříž Leopoldova řádu (1912)
- Řád železné koruny I. třídy s válečnou dekorací (1914)